# Dracula Opera Rock (musical)
Dracula Opera Rock - Il Musical è un'opera moderna scritta dal gruppo musicale italiano Premiata Forneria Marconi, tratta dal loro omonimo album e liberamente ispirata al film Dracula di Bram Stoker diretto da Francis Ford Coppola, a sua volta tratto dall'omonimo romanzo di Bram Stoker.
Prodotto da David Zard, il musical debuttò al GranTeatro di Roma il 4 marzo 2006. Dopo un periodo di repliche nella capitale venne messo in scena all'Arena di Verona e al Forum di Milano; tuttavia, dopo queste date, non fu più replicato.

## Cast
• Conte Dracula: Vittorio Matteucci, Luca Maggiore
• Jonathan Harker: Davide Benedetti, Marco Del Carlo, Alberto Mangiavinci 
• Mina Murray: Sabrina de Siena, Beatrice Buffadini
• Lucy Westenra: Maria Grazia di Valentino, Valentina Spreca
• John Seward: Max Corfini, Marco Del Carlo
• Abraham Van Helsing: Giò Tortorelli, Vito Ardito
• Renfield: Fabio Privitera, Carmine Colella 